# Fonte Ostiense

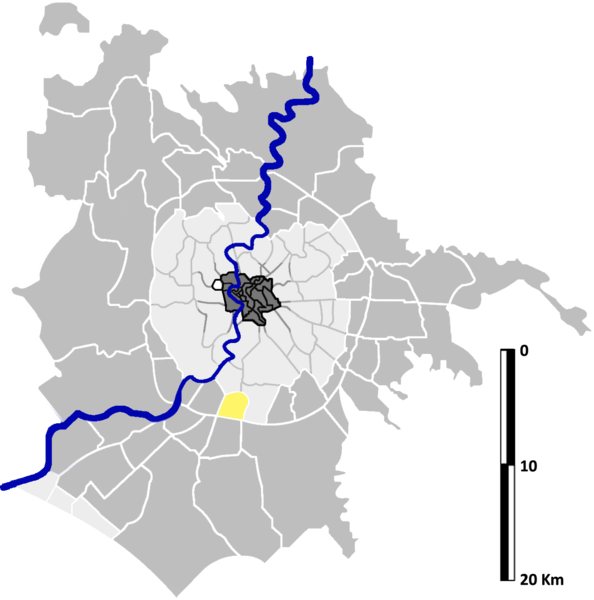
Lage von Fonte Ostiense in Rom

Fonte Ostiense bezeichnet die 24. Zone, abgekürzt als Z.XXIV, der italienischen Hauptstadt Rom. Im Gegensatz zu den Rioni, Quartieri und Suburbi sind es die ländlicheren Gebiete von Rom. Sie gehört zum Municipio IX und zählt 24.288 Einwohner (2016). Sie befindet sich im Südosten der Stadt innerhalb der römischen Ringautobahn A90 und hat eine Fläche von 4,7857 km². 
Der Name leitet sich von einer Wasserquelle an der Via Ostiensis ab.

## Geschichte
Fonte Ostiense wurde am 13. September 1961 durch Beschluss des Commissario Straordinario gegründet. Damals wurde der Ager Romanus in 59 Zonen geteilt, denen eine römische Zahl zugeteilt und ein Z vorgestellt wurde. Davon wurden sechs an die neugegründete Gemeinde Fiumicino komplett ausgegliedert und drei weitere teilweise.